# Kobayashi Shota
Kobayashi Shota (古林 将太 (Cổ Lâm Tướng Thái)), sinh ngày 11 tháng 5 năm 1991, là một cầu thủ bóng đá người Nhật Bản hiện tại thi đấu cho Vegalta Sendai, cho mượn từ Nagoya Grampus.

## Sự nghiệp

### Câu lạc bộ
Ngày 23 tháng 7 năm 2017, Nagoya Grampus thông báo rằng Kobayashi had gia nhập Vegalta Sendai theo dạng cho mượn until 31 tháng 1 năm 2018.

## Thống kê sự nghiệp

### Câu lạc bộ
Tính đến trận đấu diễn ra ngày 2 tháng 12 năm 2017
| Câu lạc bộ            | Mùa giải            | Giải vô địch        | Giải vô địch | Giải vô địch | Cúp Quốc gia | Cúp Quốc gia | Cúp Liên đoàn | Cúp Liên đoàn | Châu lục | Châu lục  | Khác    | Khác      | Tổng    | Tổng      |
| Câu lạc bộ            | Mùa giải            | Hạng đấu            | Số trận      | Bàn thắng    | Số trận      | Bàn thắng    | Số trận       | Bàn thắng     | Số trận  | Bàn thắng | Số trận | Bàn thắng | Số trận | Bàn thắng |
| --------------------- | ------------------- | ------------------- | ------------ | ------------ | ------------ | ------------ | ------------- | ------------- | -------- | --------- | ------- | --------- | ------- | --------- |
| Shonan Bellmare       | 2009                | J2 League           | 0            | 0            | 1            | 0            | –             | –             | –        | –         | –       | –         | 1       | 0         |
| Shonan Bellmare       | 2010                | J1 League           | 7            | 0            | 0            | 0            | 3             | 0             | –        | –         | –       | –         | 10      | 0         |
| Shonan Bellmare       | 2011                | J2 League           | 0            | 0            | 0            | 0            | –             | –             | –        | –         | –       | –         | 0       | 0         |
| Shonan Bellmare       | 2012                | J2 League           | 38           | 3            | 1            | 0            | –             | –             | –        | –         | –       | –         | 39      | 3         |
| Shonan Bellmare       | 2013                | J1 League           | 30           | 0            | 2            | 0            | 2             | 1             | –        | –         | –       | –         | 34      | 1         |
| Shonan Bellmare       | 2014                | J2 League           | 2            | 0            | 0            | 0            | –             | –             | –        | –         | –       | –         | 2       | 0         |
| Shonan Bellmare       | 2015                | J1 League           | 26           | 3            | 0            | 0            | 5             | 1             | –        | –         | –       | –         | 31      | 4         |
| Shonan Bellmare       | Tổng                | Tổng                | 103          | 6            | 4            | 0            | 10            | 2             | -        | -         | -       | -         | 117     | 8         |
| Thespa Kusatsu (mượn) | 2011                | J2 League           | 35           | 1            | 1            | 0            | –             | –             | –        | –         | –       | –         | 36      | 1         |
| Nagoya Grampus        | 2016                | J1 League           | 28           | 1            | 1            | 0            | 5             | 0             | –        | –         | –       | –         | 34      | 1         |
| Nagoya Grampus        | 2017                | J2 League           | 1            | 0            | 2            | 0            | –             | –             | –        | –         | –       | –         | 3       | 0         |
| Nagoya Grampus        | Tổng                | Tổng                | 29           | 1            | 3            | 0            | 5             | 0             | -        | -         | -       | -         | 37      | 1         |
| Vegalta Sendai (mượn) | 2017                | J2 League           | 16           | 1            | 0            | 0            | 3             | 0             | –        | –         | –       | –         | 19      | 1         |
| Tổng cộng sự nghiệp   | Tổng cộng sự nghiệp | Tổng cộng sự nghiệp | 183          | 9            | 8            | 0            | 18            | 2             | -        | -         | -       | -         | 209     | 11        |